# Aine

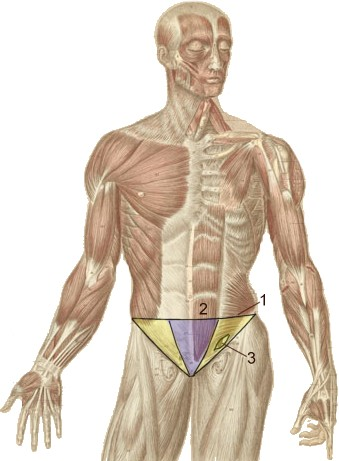
Région inguinale (en jaune avec [3] : canal inguinal) et pubienne (en bleu).

 (juillet 2024).
Si vous disposez d'ouvrages ou d'articles de référence ou si vous connaissez des sites web de qualité traitant du thème abordé ici, merci de compléter l'article en donnant les références utiles à sa vérifiabilité et en les liant à la section « Notes et références ».
Pour les articles homonymes, voir Aine (homonymie).
L'aine est une partie située de chaque côté du corps, entre la cuisse et le tronc.
L'adjectif inguinal décrit ce qui est relatif à l'aine.